# Barrodesmus isolatus
Barrodesmus isolatus är en mångfotingart som beskrevs av Chamberlin 1940. Barrodesmus isolatus ingår i släktet Barrodesmus och familjen kuldubbelfotingar. Inga underarter finns listade i Catalogue of Life.